# The Winner Takes It All: The ABBA History
The Winner Takes It All (The ABBA History) es un documental acerca de la trayectoria del grupo sueco ABBA, el cual fue publicado el 23 de noviembre de 1999 en formato DVD por los estudios Polygram.
Este documental originalmente fue transmitido en televisión en Reino Unido, el 15 de mayo de 1999, y unos años más tarde en Australia. Este documental fue el primer lanzamiento en DVD de ABBA, y fue el primer programa en el que aparecieron los cuatro miembros del grupo juntos desde su última aparición en 1986.
El documental toma el nombre de la famosa canción "The Winner Takes It All", publicada como sencillo a mediados de 1980. El video de 90 minutos muestra escenas del antes, durante y después de ABBA, así como la vida personal de cada uno de sus miembros.

## Contenido del DVD
Entre las principales características de este DVD se pueden encontrar las siguientes:
- Documental: "The Winner Takes It All: La historia de ABBA"

- Fragmentos tomados del musical Mamma Mia! en Londres.

- Fragmentos de canciones del grupo: sus grandes éxitos y canciones nunca antes publicadas

- Fragmentos de conciertos y presentaciones del grupo nunca antes lanzadas

- Entrevistas con diversos artistas como: Bono, Malcolm McLaren, Paul Gambaccini, Tim Rice, entre otros.

## Listas de Popularidad
| Lista                                    | Posición |
| ---------------------------------------- | -------- |
| UK Top 40 Music Video Chart              | 3        |
| Australia Top 20 ARIA Music Video Chart  | 10       |
| Alemania Media Control Music Video Chart | 10       |
| México Music Video Chart                 | 35       |